# Amphiphyllum
Amphiphyllum là một chi thực vật có hoa trong họ Rapateaceae.